# 亨利·诺替吉·莫塞莱
亨利·诺替吉·莫塞莱（1844年11月14日—1891年11月10日）是一位英国博物学家，曾参加1872年至1876年间的挑戰者號遠征，1877年当选皇家学会院士，1881年至1891年间任牛津大学林纳克动物学教授。